# Économie du Soudan
L'économie du Soudan a été principalement agricole - avec la production de coton et de gomme arabique. En dépit de ressources naturelles considérables, le Soudan est parmi les pays les plus pauvres du monde. Traditionnellement, L'agriculture et élevage représentent 43 % des emplois et 30 % du produit intérieur brut.
La production (et les exportations) significative de pétrole commence vers la fin de 1999. L'économie du Soudan change nettement : 73 % des revenus d'exportation viennent du pétrole. Cette production de pétrole a amené des investissements étrangers importants et une modernisation du pays.
La situation économique du Soudan reste en 2020 des plus alarmantes. L'inflation augmente constamment, la monnaie nationale ne représente plus au marché noir que la moitié de son cours officiel, le taux de chômage des jeunes est estimé aux alentours de 30 %, sans compter tous ceux, très nombreux, travaillant dans le secteur informel ou les activités précaires (le Soudan est lui aussi atteint par « l’ubérisation »). L'hypothèse d'une aide économique internationale est peu vraisemblable en raison de la radicalité sociale du mouvement de protestation qui a conduit à la « révolution de décembre » en 2019.

## Agriculture et forêts

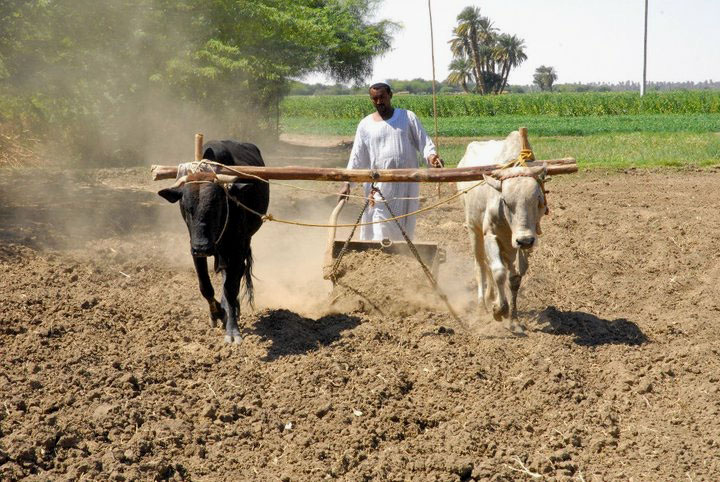
Paysan labourant sa terre avec des bœufs.
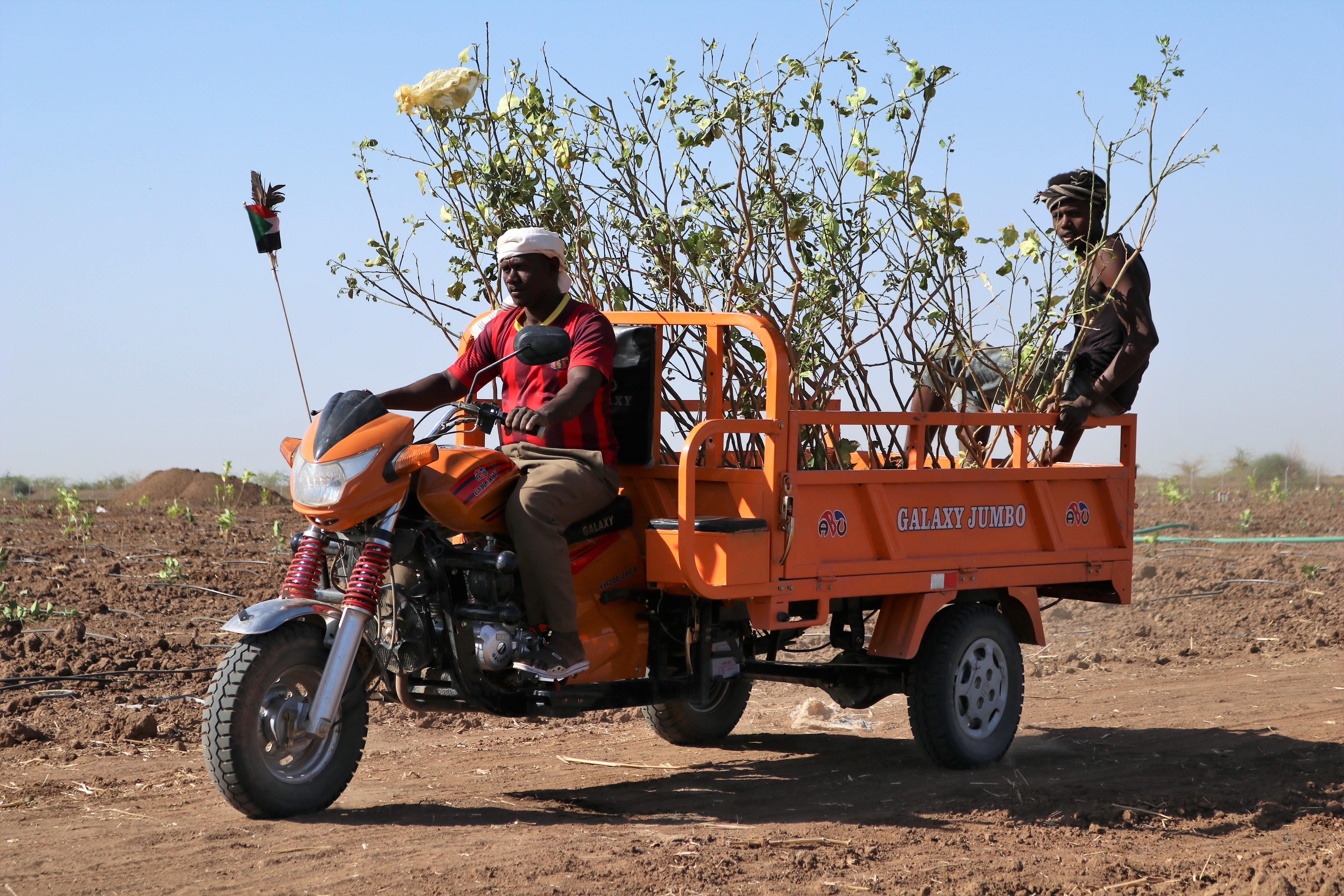
Transport de plants avec un triporteur.
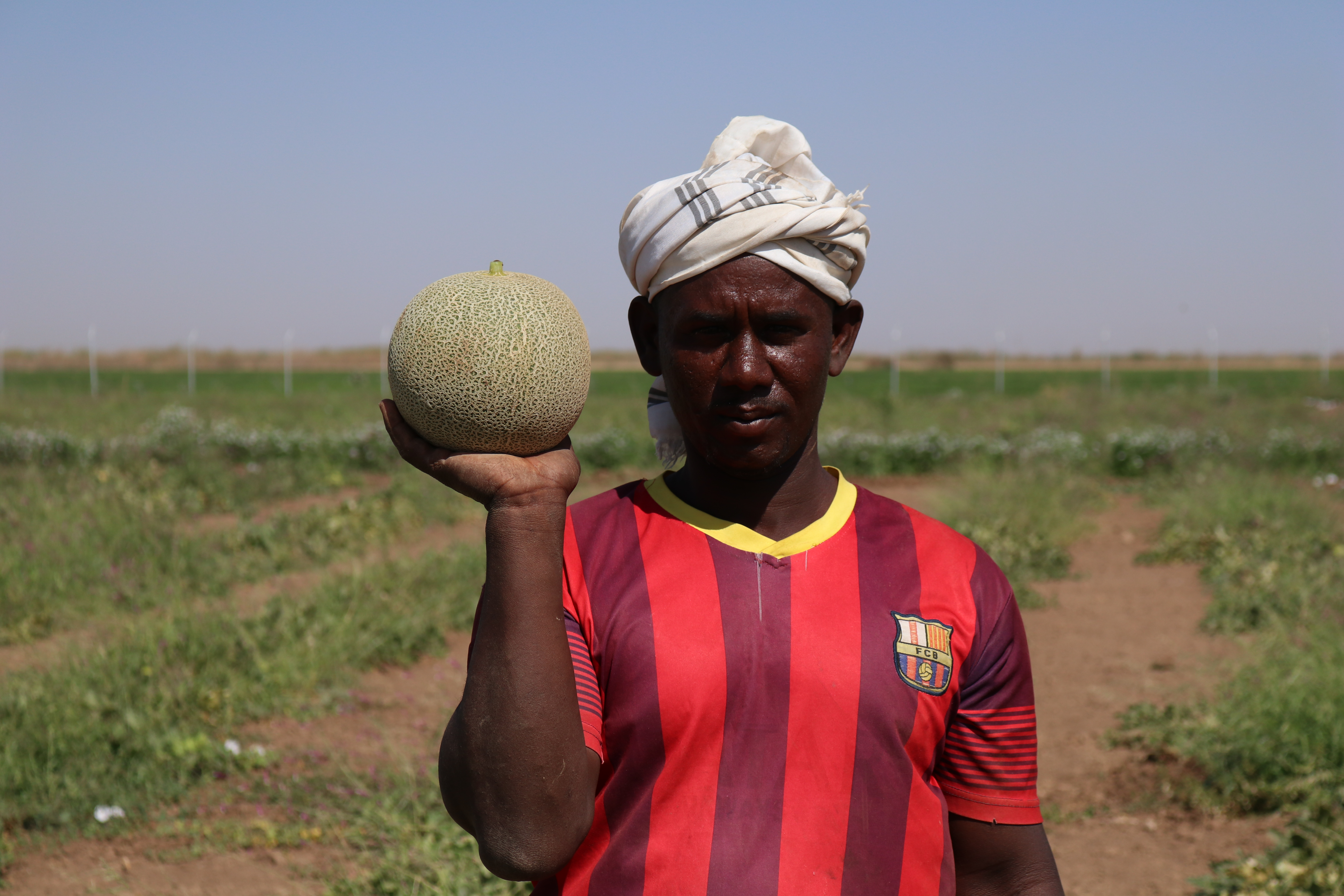
Culture de melons cantaloup au sud de Khartoum.

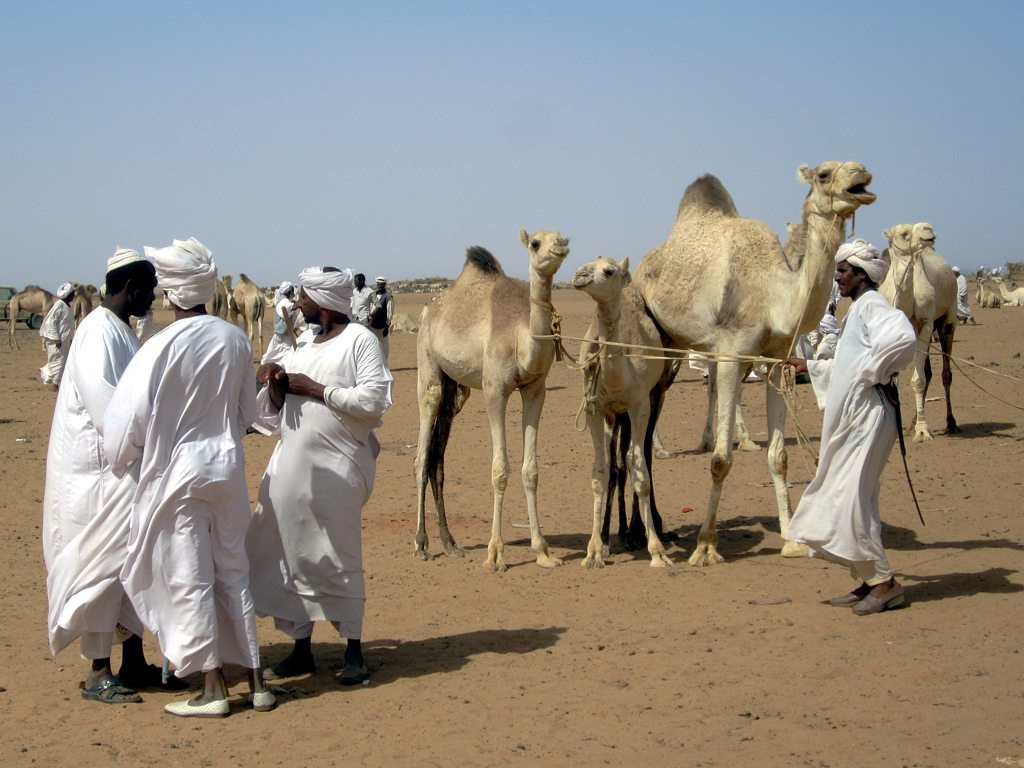
Marché aux chameaux à Omdourman en 2013.
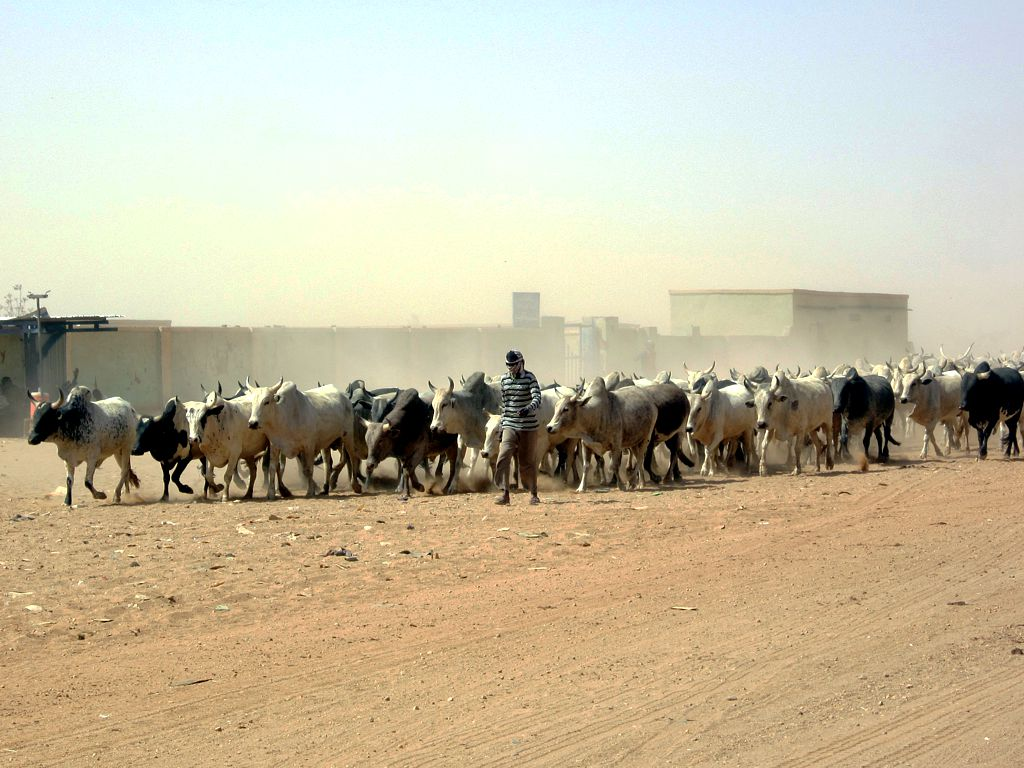
Marché aux bœufs à Omdourman en 2013.

Le climat est chaud et sec, avec une saison pluvieuse entre avril et novembre selon les régions. Les zones cultivables se limitent aux rives du Nil Bleu, du Nil Blanc et à une bande de savane le long de la frontière du Soudan du Sud. Les sécheresses, les inondations (en 2020) et les violences interethniques créent une situation d'insécurité alimentaire. Les principales productions sont le blé, le sorgho,le millet, la canne à sucre, le coton, le sésame, les bananes, arachides, ognons, le lait de vache et de chèvre.
Le Soudan est le premier exportateur mondial gomme arabique : les exportations sont passées de 95 millions de dollars à la fin des années 1990 à 150 millions en 2015-2016. Cette gomme, récoltée sur les acacias, demande peu d'intrants et emploie 500 000 travailleurs directement et autant pour la transformation et le transport mais, depuis que la Banque mondiale a imposé la privatisation du secteur en 2009, la plus grande partie des bénéfices va à des entreprises étrangères, surtout françaises et irlandaises.

## Exploitation minière
L'industrie minière a peu contribué au PIB jusqu'à ce que la découverte de quantités de pétrole commercialement exploitables à la fin des années 1970 laisse espérer que le secteur jouerait un rôle accru dans l'économie à l'avenir. Les minéraux non hydrocarbonés ayant une valeur commerciale réelle ou potentielle comprennent l'or, le chrome, le cuivre, le minerai de fer, le manganèse, l'amiante, le gypse, le mica, le calcaire, le marbre, l'uranium, l'argent, le plomb, le talc, le tungstène, le zinc et les diamants.

## Énergie

### Pétrole
L'indépendance du Soudan du Sud en 2011 a entraîné la perte d'une grande partie des ressources pétrolières (voir Économie du Soudan du Sud) et certains bassins, coupés en deux par la nouvelle frontière, donnent lieu à des tensions récurrentes ; cependant, le Nord, moins dépendant des recettes pétrolières que son voisin du Sud, peut compenser ces pertes par de nouveaux forages. Le Soudan du Sud, qui détient 75 % des réserves de pétrole de l'ancien Soudan, dépend toujours du Nord pour son exportation par le terminal de Bashayer, près de Port-Soudan, et doit payer une redevance de 25 dollars par baril exporté.
Pour 2018, les dernières estimations (CIA) font état de 95 000 barils par jour soit 34,7 millions de barils par an ou 4,5 millions de tonnes par an, ainsi que de réserves prouvées de 5 milliards de barils soit à peu près 658 millions de tonnes.
L'exploitation pétrolière dans le Kordofan-Occidental génère une pollution importante au détriment des populations.

### Électricité
Le Soudan produit 13,99 milliards de kWh en 2016 dont 44 % viennent des énergies fossiles (pétrole surtout), 51 % de l'énergie hydroélectrique et 6 % des énergies renouvelables. Seulement 47 % de la population a accès à l’électricité (2019). Le barrage plus important est celui de Roseires sur le Nil Bleu qui fournit 280 mégawatts. L’insuffisance de la production vient de ce qu'elle est variable selon les pluies. Les régions non couvertes dépendent de générateurs au diesel. Il est prévu de faire passer ce chiffre à 90 %, au prix de trois milliards de dollars d'investissement dans les années à venir. Le plus grand des projets est le barrage de la 4e cataracte qui produira 1250 mégawatts. Un autre barrage est construit par la Chine à la seconde cataracte et produira 300 mégawatts.

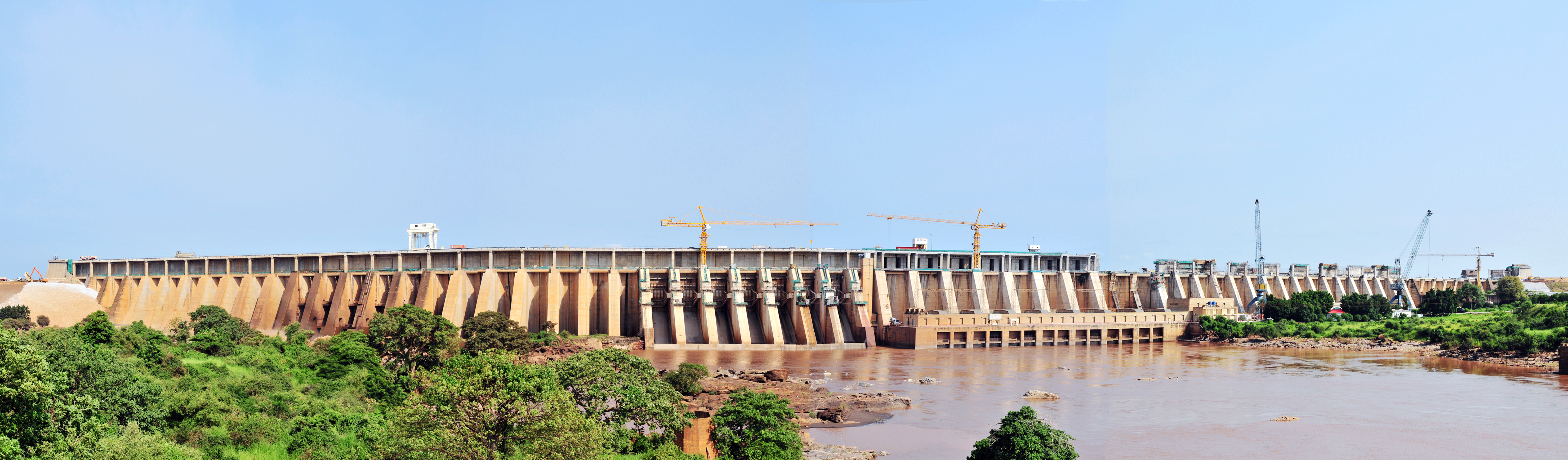
Le barrage de Roseires en 2012.

## Eau
La répartition des ressources en eau fluviale donne lieu à des tensions entre les pays du bassin du Nil. Les relations avec l'Égypte sont régies par l'accord sur les eaux du Nil de 1959.
Le Soudan a plusieurs usines de désalinisation de l'eau sur la mer Rouge mais elles souffrent toutes de dysfonctionnements. La centrale de Suakin, ouverte le 29 août 2021, offre une eau de qualité satisfaisante.

## Transports
Deux routes transafricaines traversent le Soudan:
- Transafricaine 4, Le Caire — Le Cap;
- Transafricaine 6, N'Djamena — Djibouti.

Le pays compte 57 aéroports en 2020 (transportant 269 958 passagers en 2018) ; en 2019, le réseau routier comprend 31 000 km de routes carrossables dont 8 000 goudronnées ; les voies navigables (Nil Blanc et Nil Bleu) représentent 4 068 km. Les routes peuvent être rendues impraticables par les tempêtes de sable dans le nord et l'ouest du pays, et par les fortes pluies saisonnières dans le sud.
Port Soudan, principal port sur la mer Rouge, a été paralysé en mai 2019 par des émeutes opposant les Beni Amer (une tribu des Bedja) aux Noubas. Un nouveau blocage survient en septembre 2021, les Bedja réclamant une plus grande partie des recettes du transit pétrolier.

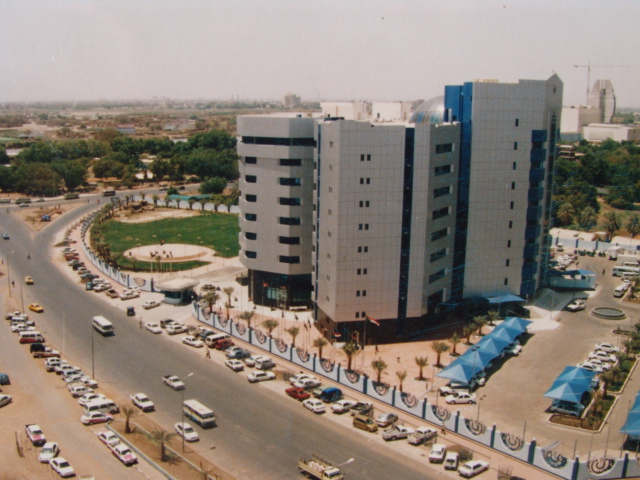
Banque centrale du Soudan en 2003
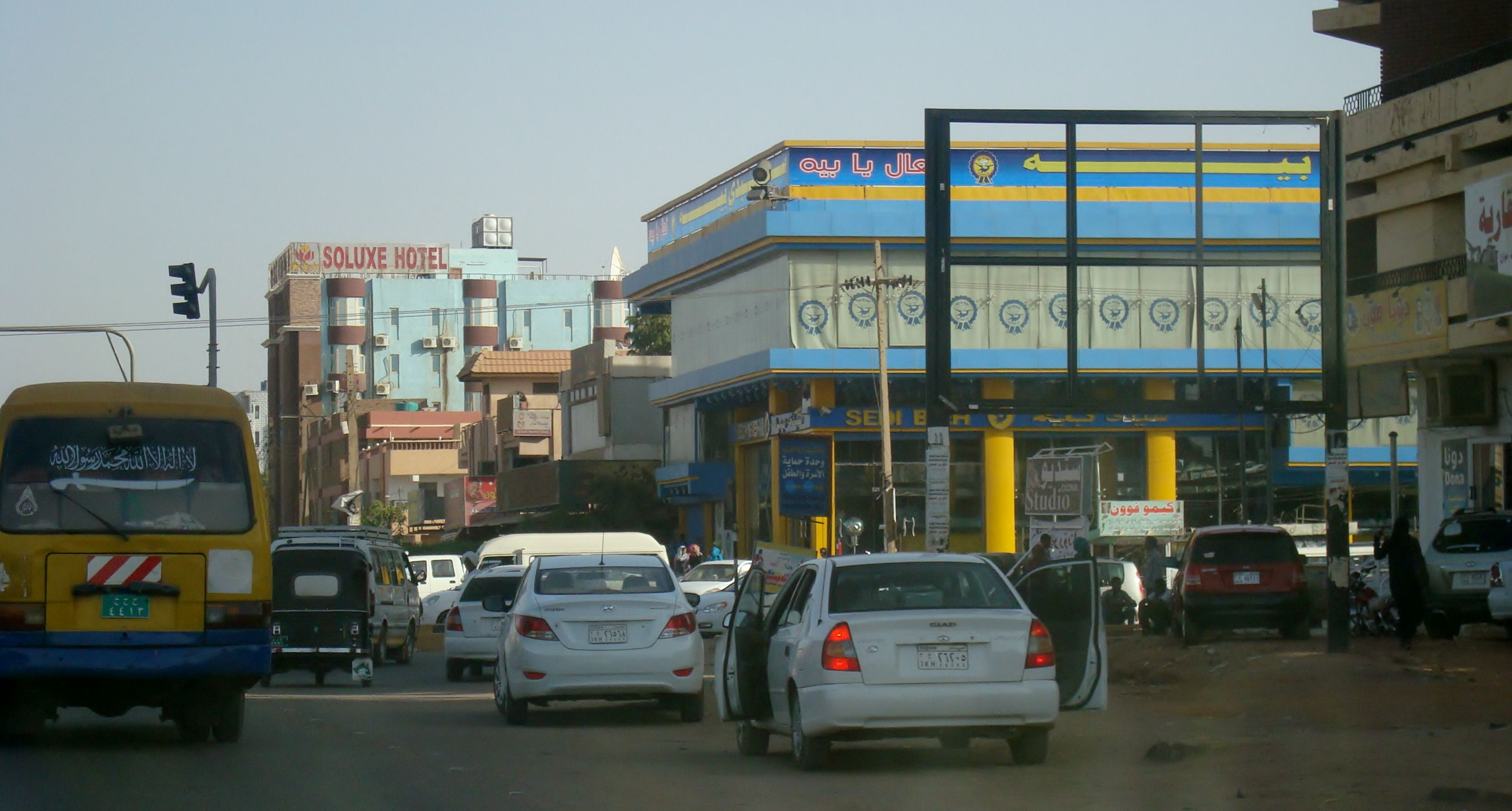
Rue à Khartoum en 2012.
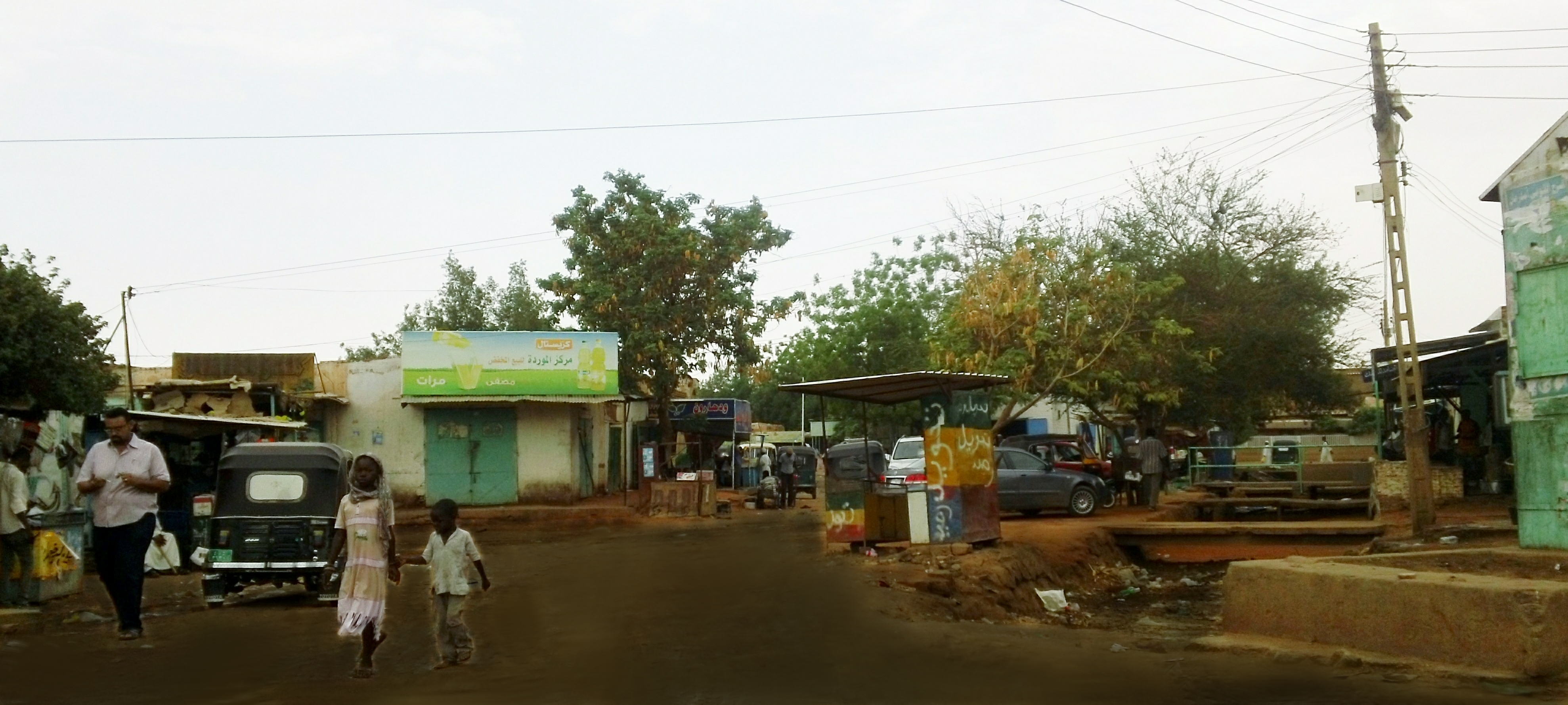
Marché à Omdourman en 2015.
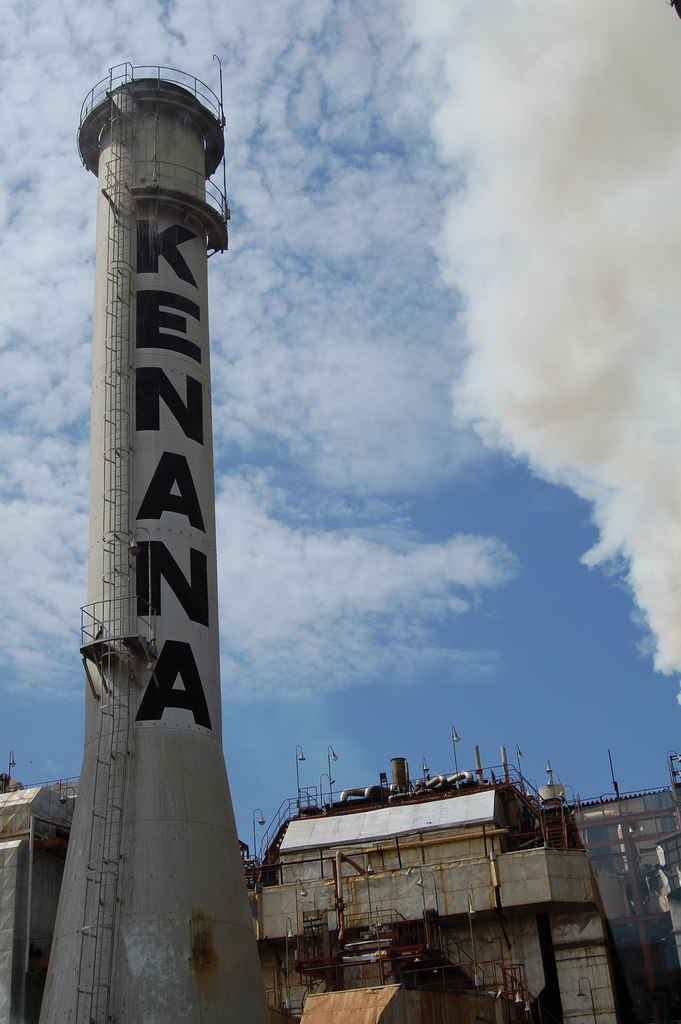
Raffinerie de sucre en 2009.

## Sanctions internationales
Le 6 octobre 2017, l'administration du président Donald Trump lève l'embargo économique sur le Soudan, en vigueur depuis deux décennies. Il s'agit alors de l'un des rares sujets sur lequel il poursuit la politique de son prédécesseur Barack Obama. Cependant, c'est seulement en 2020 que les États-Unis retirent le Soudan de la liste des organisations considérées comme terroristes et ils suspendent de nouveau une partie de leur aide au Soudan à la suite du coup d'État d'octobre 2021.